# Mohamed Ouattara
Mohamed Ouattara, né le 7 mars 1993 au Burkina Faso, est un footballeur international burkinabé évoluant au poste de défenseur central au Al-Nafat Bagdad.

## Biographie

### En équipe nationale
Il reçoit sa première sélection en équipe du Burkina Faso le 17 octobre 2015, contre le Nigeria (défaite 2-0).

## Palmarès
- Champion du Burkina Faso en 2014 avec l'Étoile Filante Ouagadougou
- Ligue des champions de la CAF 2017